# Borovinka
Borovinka (ryska: Боровинка) är ett vattendrag i Belarus.   Det ligger i voblasten Minsks voblast, i den centrala delen av landet, 60 km söder om huvudstaden Minsk.
I omgivningarna runt Borovinka växer i huvudsak blandskog. Runt Borovinka är det ganska glesbefolkat, med 30 invånare per kvadratkilometer.